# Wesmaelius concinnus
Wesmaelius concinnus är en insektsart som först beskrevs av Stephens 1836.  Wesmaelius concinnus ingår i släktet Wesmaelius och familjen florsländor. Arten är reproducerande i Sverige. Inga underarter finns listade i Catalogue of Life.

## Bildgalleri

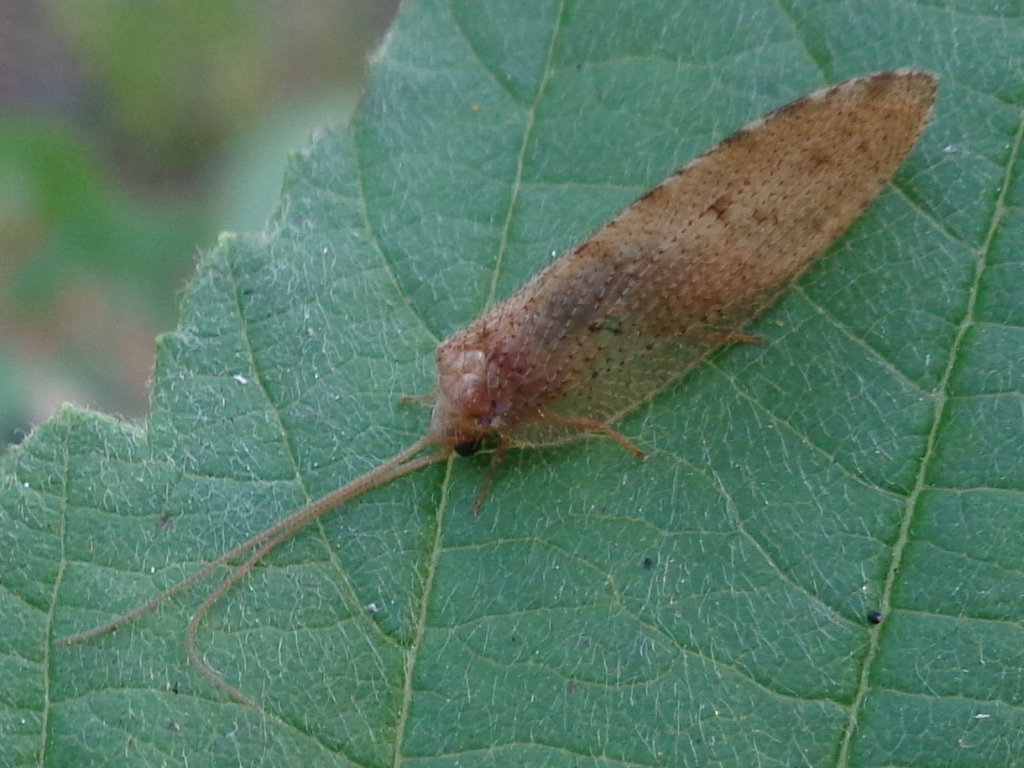